# John Sell Cotman
John Sell Cotman (* 16. Mai 1782 in Norwich; † 24. Juli 1842 in London) war ein englischer Maler der Romantik.

## Leben

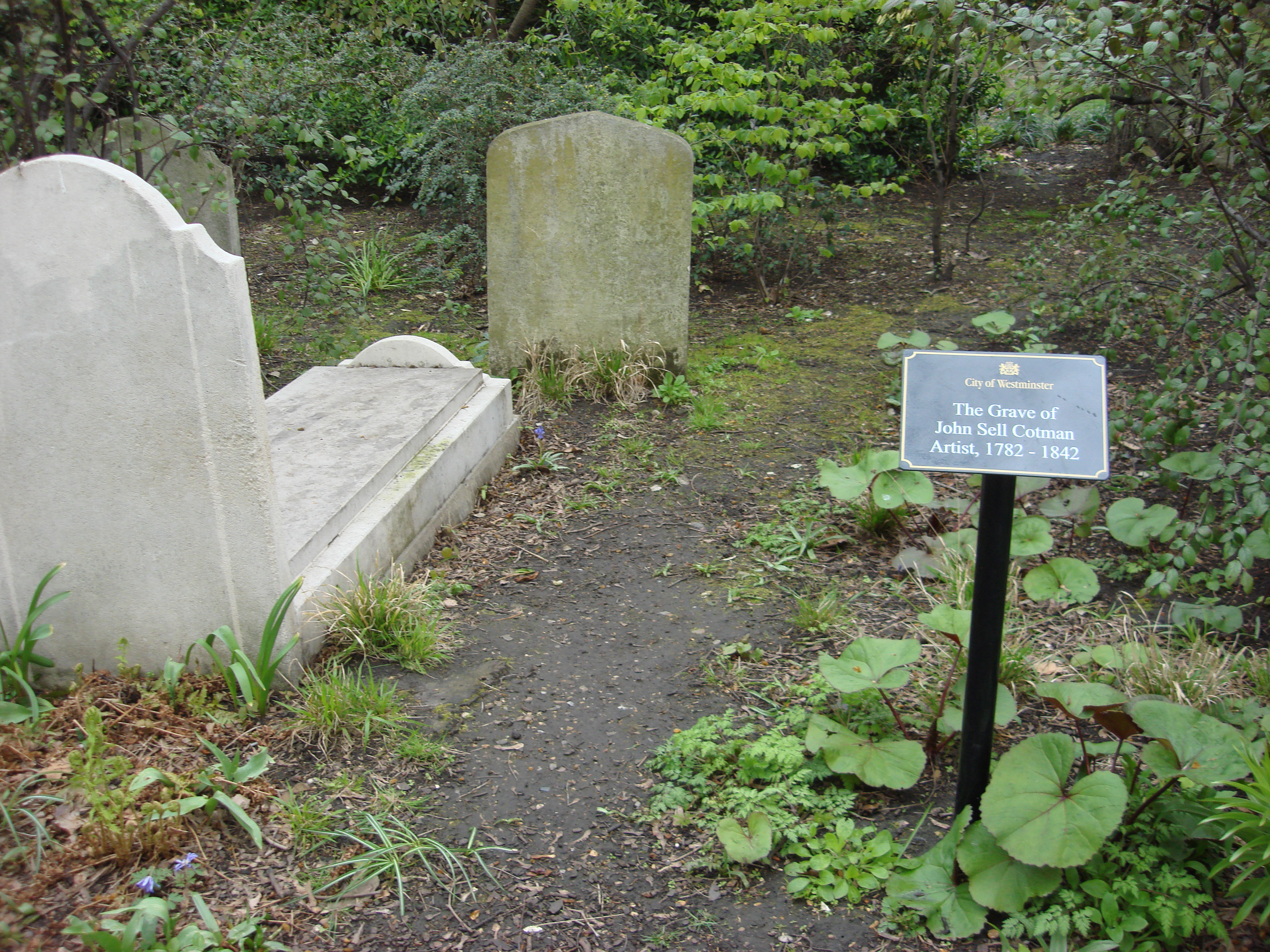
Cotmans Grab

Cotman wurde 1782 in Norwich in der englischen Grafschaft Norfolk als Sohn eines Tuchhändlers geboren. Schon in jungen Jahren studierte er im offenen Atelier des Aquarellmalers Thomas Girtin. 1800 erfolgte die erste Ausstellung in der Royal Academy of Arts in London. Zahlreiche Reisen führten ihn durch die Landschaften Großbritanniens, die fortan sein Hauptthema wurden. Cotman verdiente sein Geld als Zeichenlehrer, zunächst in Norwich, später dann am King’s College London. Er heiratete 1809 Ann Miles, mit der er vier Söhne und eine Tochter hatte. Von 1817 bis 1820 unternahm er drei Reisen in die Normandie, die ihn stark prägten. Seine Skizzenbücher aus diesen Reisen wurden 1822 veröffentlicht. Im Jahr 1825 wurde er Mitglied der Society of Painters in Water Colours, der späteren Royal Watercolour Society, und 1834 Professor für Malerei am King’s College.
Sein Talent für die Linie führte ihn zu einer Tätigkeit als Grafiker, die sich unweigerlich auch auf seine Landschaftsbilder auswirkte, die in ihrem flächigen Aneinandersetzen von nicht hellen und dunklen Farbflächen an japanische Holzschnittarbeiten erinnern und die moderne Malerei des 20. Jahrhunderts vorwegnahmen.

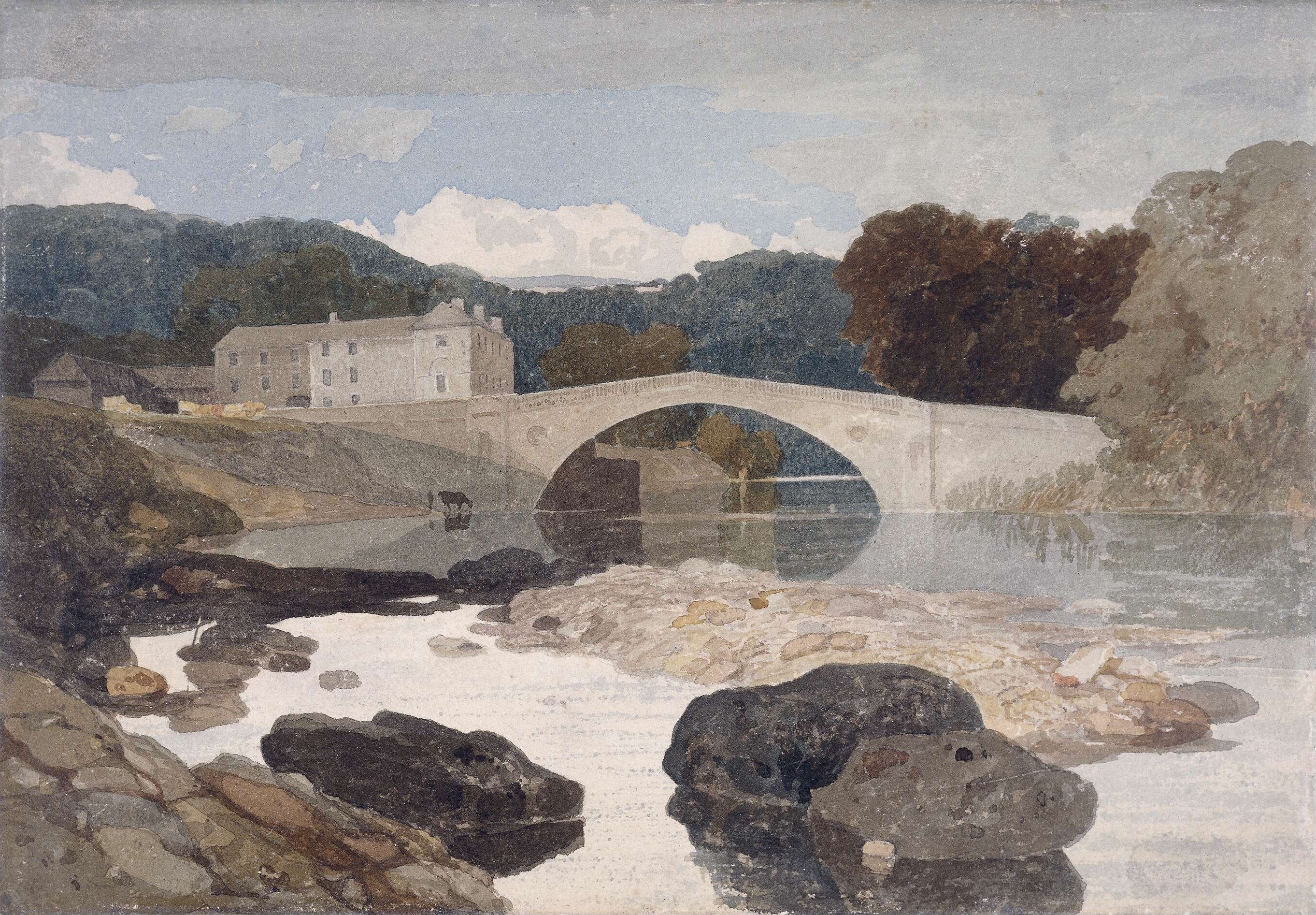
Die Gretabrücke (um 1806)
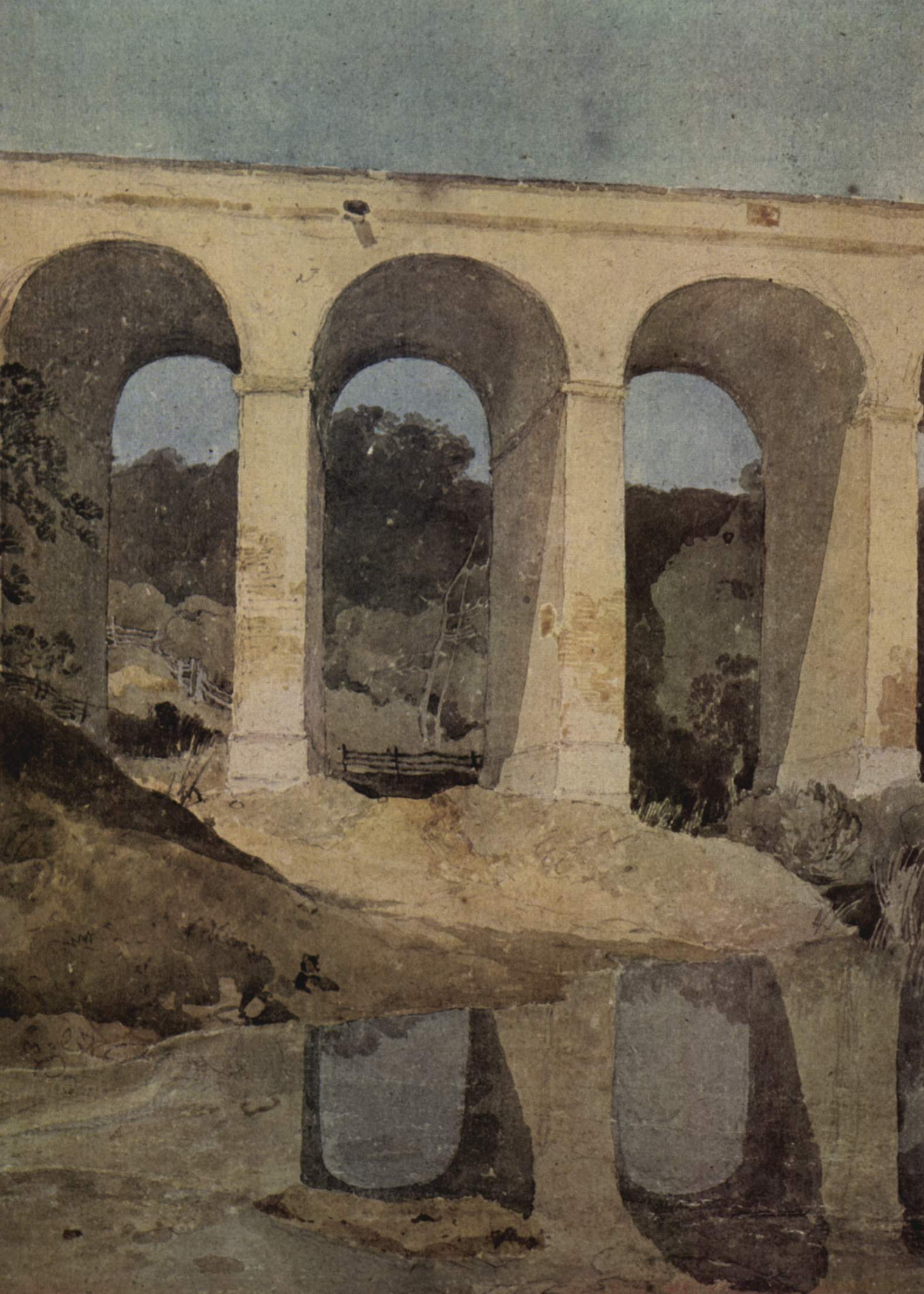
Das Aquädukt von Chirk
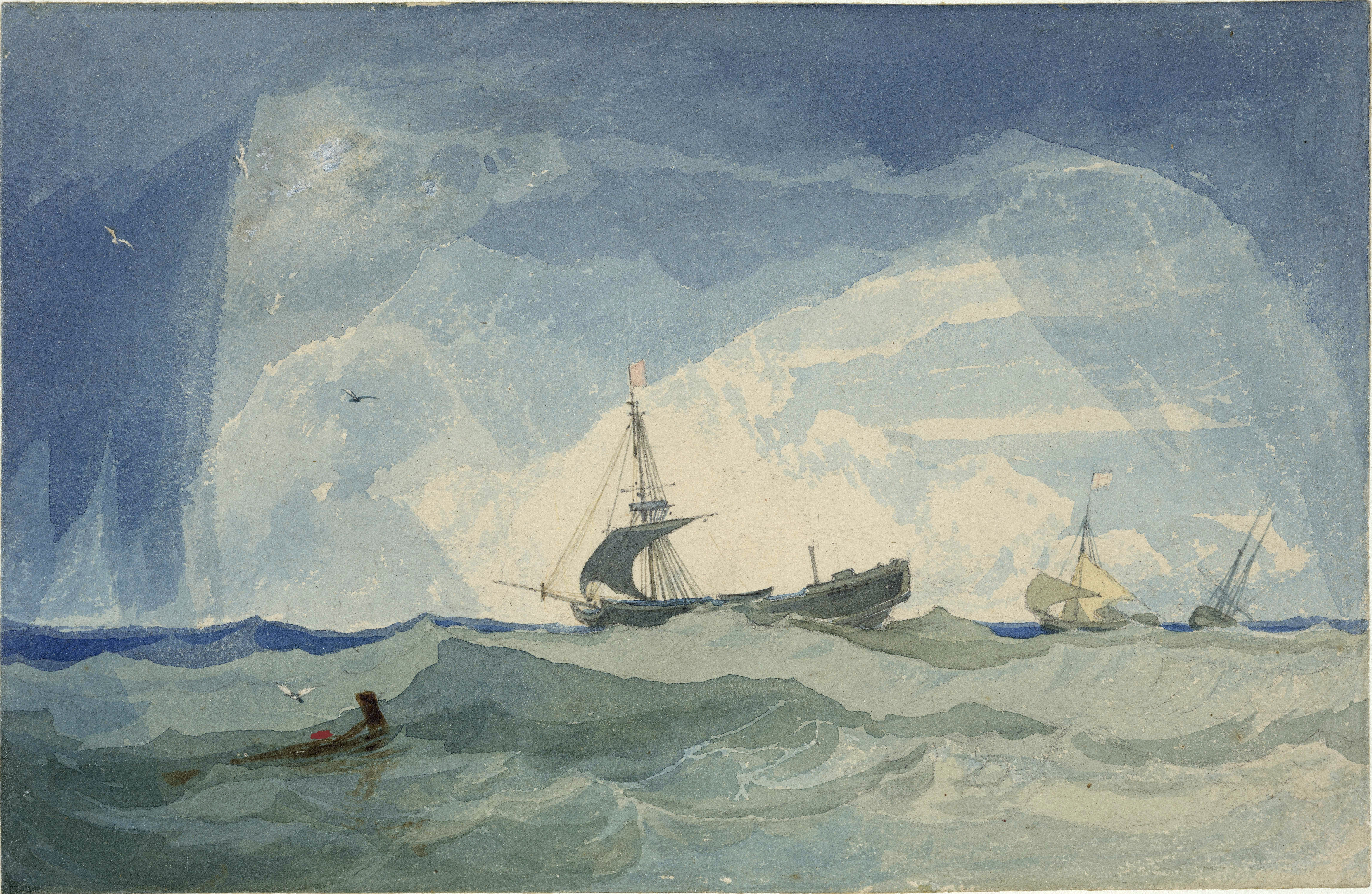
Entmastete Brigg (um 1823)
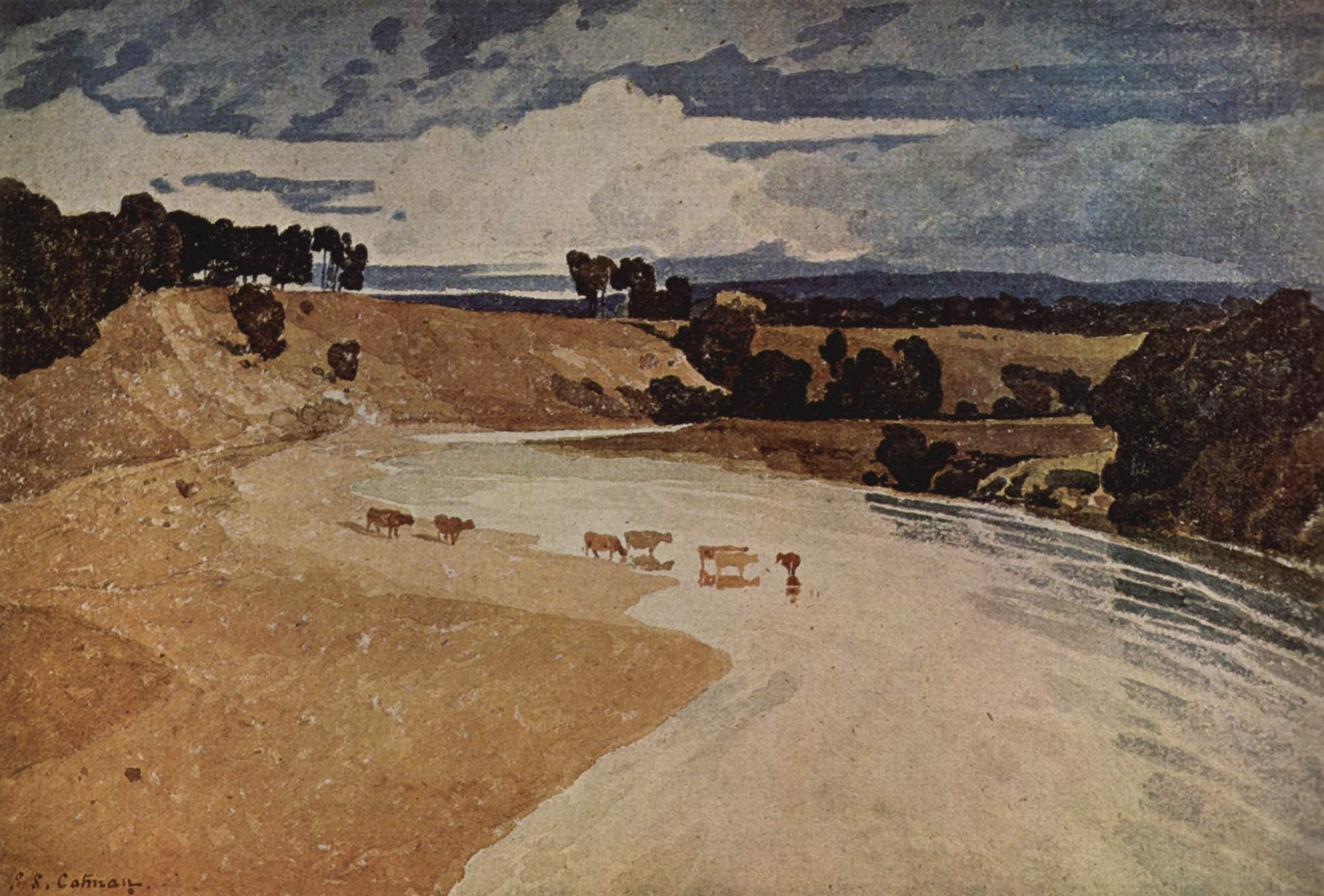
Flusslandschaft mit Viehherde